# ميسيون فيجو (كاليفورنيا)
ميسيون فيجو (بالإنجليزية: Mission Viejo )‏ هي إحدى مدن مقاطعة أورانج، كاليفورنيا. تم إعطاءها لقب مدينة في 31 مارس، 1988.

## التركيبة السكانية
حدّد مكتب تعداد الولايات المتحدة بيانات التركيبة السكانية لميسيون فيجو في تعداد الولايات المتحدة. في ما يلي، التركيبة السكانية حسب تعدادي 2000 و2010.

### تعداد عام 2000
بلغ عدد سكان ميسيون فيجو 93,102 نسمة بحسب تعداد عام 2000، وبلغ عدد الأسر 32,449 أسرة وعدد العائلات 25,204 عائلة مقيمة في المدينة. في حين سجلت الكثافة السكانية 1,993.6 نسمة لكل كيلومتر مربع (5,163.4/ميل2). وبلغ عدد الوحدات السكنية 32,985 وحدة بمتوسط كثافة قدره 706.3 لكل كيلومتر مربع (1,829.3/ميل2).
وتوزع التركيب العرقي للمدينة بنسبة 83.15% من البيض و1.15% من الأمريكيين الأفارقة و0.37% من الأمريكيين الأصليين و7.73% من الأمريكيين ذوي الأصول الآسيوية و0.19% من سكان جزر المحيط الهادئ و3.82% من الأعراق الأخرى و3.59% من عرقين مختلطين أو أكثر و12.10% من الهسبانيون أو اللاتينيون من أي عرق.
بلغ عدد الأسر 32,449 أسرة كانت نسبة 41.8% منها لديها أطفال تحت سن الثامنة عشر تعيش معهم، وبلغت نسبة الأزواج القاطنين مع بعضهم البعض 66.1% من أصل المجموع الكلي للأسر، ونسبة 8.1% من الأسر كان لديها معيلات من الإناث دون وجود شريك، بينما كانت نسبة 3.5% من الأسر لديها معيلون من الذكور دون وجود شريكة وكانت نسبة 22.3% من غير العائلات. تألفت نسبة 17.3% من أصل جميع الأسر من عدة أفراد يعيشون في نفس المنزل ونسبة 6% كانت تتألف من شخص يعيش بمفرده يبلغ من العمر 65 عاماً أو أكثر. وبلغ متوسط حجم الأسرة المعيشية 2.84، أما متوسط حجم العائلات فبلغ 3.22.
بلغ العمر الوسطي للسكان 37.5 عاماً. وكانت نسبة 27.1% من القاطنين تحت سن الثامنة عشر، وكانت نسبة 6.6% بين الثامنة عشر والرابعة والعشرين عاماً، ونسبة 30.4% كانت واقعةً في الفئة العمرية ما بين الخامسة والعشرين والرابعة والأربعين عاماً، ونسبة 24.8% كانت ما بين الخامسة والأربعين والرابعة والستين، ونسبة 10.1% كانت ضمن فئة الخامسة والستين عاماً فما فوق. يوجد لكل 100 أنثى 96.8 ذكر، ويوجد لكل 100 أنثى في الثامنة عشر من عمرها فما فوق 93.1 ذكر.
بلغ متوسط دخل الأسرة في المدينة 78,248 دولارًا، أما متوسط دخل العائلة فبلغ 86,902 دولارًا. وكان متوسط دخل الذكور 61,849 دولارًا مقابل 38,743 دولارًا للإناث. وسجل دخل الفرد الخاص بالمدينة 33,302 دولارًا. وكانت نسبة 2.3% من العائلات ونسبة 3.8% من السكان تحت خط الفقر، وكان من هؤلاء نسبة 3.7% تحت سن الثامنة عشر ونسبة 4.8% في الخامسة والستين من العمر وما فوق.

### تعداد عام 2010
بلغ عدد سكان ميسيون فيجو 93,305 نسمة بحسب تعداد عام 2010، وبلغ عدد الأسر 33,208 أسرة وعدد العائلات 25,065 عائلة مقيمة في المدينة. في حين سجلت الكثافة السكانية 1,998 نسمة لكل كيلومتر مربع (5,174.8/ميل2). وبلغ عدد الوحدات السكنية 34,228 وحدة بمتوسط كثافة قدره 732.9 لكل كيلومتر مربع (1,898.2/ميل2).
وتوزع التركيب العرقي للمدينة بنسبة 79.84% من البيض و1.30% من الأمريكيين الأفارقة و0.41% من الأمريكيين الأصليين و9.07% من الأمريكيين ذوي الأصول الآسيوية و0.16% من سكان جزر المحيط الهادئ و4.64% من الأعراق الأخرى و4.58% من عرقين مختلطين أو أكثر و17.02% من الهسبانيون أو اللاتينيون من أي عرق.
بلغ عدد الأسر 33,208 أسرة كانت نسبة 35.4% منها لديها أطفال تحت سن الثامنة عشر تعيش معهم، وبلغت نسبة الأزواج القاطنين مع بعضهم البعض 62.6% من أصل المجموع الكلي للأسر، ونسبة 8.9% من الأسر كان لديها معيلات من الإناث دون وجود شريك، بينما كانت نسبة 3.9% من الأسر لديها معيلون من الذكور دون وجود شريكة وكانت نسبة 24.5% من غير العائلات. تألفت نسبة 19% من أصل جميع الأسر من عدة أفراد يعيشون في نفس المنزل ونسبة 8.9% كانت تتألف من شخص يعيش بمفرده يبلغ من العمر 65 عاماً أو أكثر. وبلغ متوسط حجم الأسرة المعيشية 2.78، أما متوسط حجم العائلات فبلغ 3.18.
بلغ العمر الوسطي للسكان 42.2 عاماً. وكانت نسبة 22.8% من القاطنين تحت سن الثامنة عشر، وكانت نسبة 8.4% بين الثامنة عشر والرابعة والعشرين عاماً، ونسبة 23.2% كانت واقعةً في الفئة العمرية ما بين الخامسة والعشرين والرابعة والأربعين عاماً، ونسبة 31.1% كانت ما بين الخامسة والأربعين والرابعة والستين، ونسبة 14.5% كانت ضمن فئة الخامسة والستين عاماً فما فوق. وتوزع التركيب الجنسي للسكان بنسبة 48.8% ذكور و51.2% إناث.

## المناخ
يظهر الجدول التالي التغييرات المناخية على مدار السنة لميسيون فيجو:
| البيانات المناخية لـميسيون فيجو   | البيانات المناخية لـميسيون فيجو | البيانات المناخية لـميسيون فيجو | البيانات المناخية لـميسيون فيجو | البيانات المناخية لـميسيون فيجو | البيانات المناخية لـميسيون فيجو | البيانات المناخية لـميسيون فيجو | البيانات المناخية لـميسيون فيجو | البيانات المناخية لـميسيون فيجو | البيانات المناخية لـميسيون فيجو | البيانات المناخية لـميسيون فيجو | البيانات المناخية لـميسيون فيجو | البيانات المناخية لـميسيون فيجو | البيانات المناخية لـميسيون فيجو |
| الشهر                             | يناير                           | فبراير                          | مارس                            | أبريل                           | مايو                            | يونيو                           | يوليو                           | أغسطس                           | سبتمبر                          | أكتوبر                          | نوفمبر                          | ديسمبر                          | المعدل السنوي                   |
| --------------------------------- | ------------------------------- | ------------------------------- | ------------------------------- | ------------------------------- | ------------------------------- | ------------------------------- | ------------------------------- | ------------------------------- | ------------------------------- | ------------------------------- | ------------------------------- | ------------------------------- | ------------------------------- |
| متوسط درجة الحرارة الكبرى °ف (°م) | 68 (20)                         | 68 (20)                         | 69 (21)                         | 72 (22)                         | 73 (23)                         | 75 (24)                         | 79 (26)                         | 80 (27)                         | 80 (27)                         | 77 (25)                         | 72 (22)                         | 67 (19)                         | 73 (23)                         |
| متوسط درجة الحرارة الصغرى °ف (°م) | 44 (7)                          | 45 (7)                          | 47 (8)                          | 50 (10)                         | 54 (12)                         | 58 (14)                         | 61 (16)                         | 60 (16)                         | 59 (15)                         | 54 (12)                         | 48 (9)                          | 43 (6)                          | 52 (11)                         |
| الهطول إنش (مم)                   | 2.85 (72)                       | 3.42 (87)                       | 1.96 (50)                       | .88 (22)                        | .25 (6.4)                       | .11 (2.8)                       | .06 (1.5)                       | .03 (0.76)                      | .25 (6.4)                       | .65 (17)                        | 1.09 (28)                       | 2.38 (60)                       | 13.93 (354)                     |
| المصدر: Weather Channel           |                                 |                                 |                                 |                                 |                                 |                                 |                                 |                                 |                                 |                                 |                                 |                                 |                                 |

## أعلام
- فيل هيوز
- إد كيركباتريك
- فيك كارول
- كريستي سوانسون
- ديفيد هنري
- نوح ميونخ
- دالي كووغان
- جيم سيمينوف
- لاري شيري
- جوردن هارفي